# Rejon radziechowski
Rejon radziechowski (ukr. Радехівський район) – dawna jednostka administracyjna Ukrainy, a wcześniej także Ukraińskiej Socjalistycznej Republiki Radzieckiej w Związku Socjalistycznych Republik Radzieckich, funkcjonująca w latach 1940–1941 i 1946–2020. Należał do obwodu lwowskiego. Siedzibą rejonu był Radziechów.
Według spisu powszechnego z roku 2001 w rejonie żyło 52 400 ludzi, w tym 200 Rosjan (0,4%).

## Historia
Rejon radziechowski został utworzony 17 stycznia 1940 na podstawie dekretu Prezydium Rady Najwyższej USRR o podziale na rejony zachodnich obwodów USRR, kiedy to w obwodzie lwowskim utworzono 37 rejonów, między innymi radziechowski. Rejon objął miasto Radziechów oraz obszary zniesionych gmin Chołojów, Radziechów, Stojanów i Witków Nowy oraz cztery gromady we wschodnim uskoku zniesionej gminy gminy Korczyn (Byszów, Rzeszowice, Torki i Zboiska). Obszary te należały przed wojną głównie do powiatu radziechowskiego w województwie tarnopolskim oraz częściowo do powiatu sokalskiego w województwie lwowskim (gromady gminy Korczyn).
10 września 1940 do rejonu radziechowskiego włączono wschodnią część zniesionego rejonu szewczenkowskiego, obejmującą pozostały obszar przedwojennej gminy Korczyn (gromady Hoholów, Jastrzębica, Korczyn, Poździmierz, Radwańce i Rożdżałów).
Rejon radziechowski przestał istnieć wraz z wybuchem wojny niemiecko-radzieckiej 22 czerwca 1941. Jego tereny weszły w skład Landkreis Kamionka-Strumilowa dystryktu galicyjskiego Generalnego Gubernatorstwa.
Rejon został odtworzony 23 lipca 1944, po zajęciu tych terenów przez Armię Czerwoną.
w 1946 roku rejon radziechowski podzielony był na 29 rad: jedną miejską (Radziechów) i 28 wiejskich (stan na 1 września 1946): Andrzejówka, Babicze, Byszów, Dmytrów, Hoholów, Jastrzębica, Korczyn, Krzywe, Mukanie, Niemiłów, Niestanice, Ordów, Pawłów, Peratyn, Płowe, Poździmierz, Radwańce, Rożdżałów, Stanin, Stojanów, Suszno, Środopolce, Tetewczyce, Torki, Witków Nowy, Witków Stary, Wuzłowe (do 1946 Chołojów) i Zabawa.
30 grudnia 1962 do rejonu rejonu radziechowskiego włączono zniesiony rejon łopatyński.
5 lutego 1965 radę wiejską Stanisławczyk przeniesiono z rejonu radziechowskiego do rejonu brodzkiego.
Rejon radziechowski zlikwidowano w związku z reformą administracyjną w 2020 roku, kiedy to jego obszar wcielono do nowego rejonu czerwonogrodzkiego.

## Spis miejscowości
- Adamówka (Адамівка)
- Andrzejówka (Андріївка)
- Babicze[11] (Бабичі)
- Baryłów (Барилів)
- Batyjów (Батиїв)
- Bebechy (Бебехи)
- Byszków (Бишів)
- Chmielno (Хмільно)
- Chołojów[12] (Вузлове)
- Dębiny Ohladowskie (Дубини)
- Dmytrów (Дмитрів)
- Hoholów (Гоголів)
- Hrycowola (Грицеволя)
- Huta Szklana (Гута-Скляна)
- Jastrzębica (Яструбичі)
- Józefów (Йосипівка)
- Kąty (Кути)
- Korczówka (Корчівка)
- Korczyn (Корчин)
- Krzywe (Криве)
- Kulików (Куликів)
- Kustyn (Кустин)
- Laszków (Березівка)
- Łopatyn (Лопатин)
- Majdan Stary (Старий Майдан)
- Manastyrek Ohladowski (Монастирок-Оглядівський)
- Mikołajów (Миколаїв)
- Mukanie (Мукані)
- Niemiłów (Немилів)
- Niestanice (Нестаничі)
- Niwice (Нивиці)
- Nowostawce (Новоставці)
- Obrotów (Обортів)
- Ohladów (Оглядів)
- Opłucko (Опліцько)
- Ordów (Ордів)
- Pawłów (Павлів)
- Peratyn (Пиратин)
- Płowe (Полове)
- Podmanastyrek (Підмонастирок)
- Poździmierz (Поздимир)
- Pustelniki (Пустельники)
- Radwańce (Радванці)
- Radziechów (Радехів)
- Rakowiska (Раковище)
- Romanówka Szczurowiecka (Романівка)
- Rożdżałów (Розжалів)
- Rudenko (Руденко)
- Sabinówka (Сабанівка)
- Sieńków (Синьків)
- Smarzów (Сморжів)
- Stanin (Станин)
- Sterkowce (Стирківці)
- Stojanów (Стоянів)
- Strzemilcze (Стремільче)
- Suszno (Сушно)
- Szajnogi (Шайноги)
- Szczurowice (Щуровичі)
- Środopolce (Середпільці)
- Tetewczyce (Тетевчиці)
- Tobołów (Тоболів)
- Torki (Торки)
- Trójca (Трійця)
- Uwin (Увин)
- Witków Nowy (Новий Витків)
- Wolica (Волиця)
- Wolica Baryłowa (Волиця-Барилова)
- Zabawa (Забава)
- Zahatka (Загатка)
- Zawidcze (Завидче)
- Zboiska (Збоївська)